# Kalipucang Kulon (Batang)
Kalipucang Kulon is een bestuurslaag in het regentschap Batang van de provincie Midden-Java, Indonesië. Kalipucang Kulon telt 1660 inwoners (volkstelling 2010).